# Водное поло на летней Универсиаде 1987
Ватерпольный турнир на летней Универсиаде 1987 проходил в Загребе (Югославия). Соревновались мужские сборные команды. Чемпионом Универсиады второй раз подряд стала сборная Италии.

## Медальный зачёт
| Место | Страна    | Золото | Серебро | Бронза | Всего |
| ----- | --------- | ------ | ------- | ------ | ----- |
| 1     | Италия    | 1      | 0       | 0      | 1     |
| 2     | Куба      | 0      | 1       | 0      | 1     |
| 3     | Югославия | 0      | 0       | 1      | 1     |

| Чемпион Универсиады по водному поло 1987 |
| ---------------------------------------- |
| Италия Первый титул                      |

## Ссылка
- Universiade water polo medalists on HickokSports (англ.)